# Guerra del Mogolistan (1389-1390)
La guerra de Mogolistan del 1389-1390 fou un conflicte armat entre el kanat de Txagatai líderat pel gran amir Tamerlà i el kanat de Mogolistan liderat per Khizr Khan que s'havia apoderat de part del Mogolistan
Timur pensava seguir la guerra contra Toktamish però els notables li van suplicar que primer anés a combatre a Khizr Khan, kan de Mogulistan i a l'amir Ankatura el nebot d' Hajji Beg Irkanut. Timur els va escoltar i va preferir assegurar els seus flancs abans d'emprendre una lluita general contra Toktamish. Va deixar com a governadors de Turkestan (el territori entre Mogolistan i Kiptxak) a Yadghar Barles, Sulayman Xah, Shams al-Din Abas i Ghiyath al-Din Terkhan.
Va sortir d'Alkuchun, va passar per Buri Bashi i va seguir fins a Topalik Karak i la muntanya Ornak. Els cavalls no estaven en bon estat i va haver d'enviar a 3 de cada 10 cavallers a peu de retorn per donar els seus cavalls als 7 que es van quedar. Va seguir cap a Akir Suri i no van trobar aigua; van fer pous però no hi havia prou aigua per la gent i animals que eren però per sort van trobar una part en que quedava encara neu i es van poder proveir. Després van acampar a la Pradera del Falcó (Toghrul Otlak) i es va fer una cacera a la plana d'Aigheryali; d'allí van anar a la plana d'Ulan Yarlik acampant a Shipar Aigherd. Allí van veure un miler de soldats d'Ankatura que sota comandament d'Ulan Bugha i Inekechik buscaven l'Horda de Behrin. L'avantguarda timúrida, manada per Mirek Eltxi i Pir Ali Taz Sulduz els van atacar i derrotar, obligant-los a fugir.
Un presoner va revelar que Ankatura estava a Uronk (Uronkyar) ; Timur va enviar a Xaikh Ali Bahadur, Ait Kutmur i altres allí sense fer foc pel camí per que no sabessin que s'acostaven i ell seguiria al darrere. De nit es van perdre i van passar tot el dia següent per recuperar el bon camí passant per Kayan Kazi i arribant a la nit a Gheuksali; l'endemà ja van retrobar el bon camí i van arribar a Aykuz, on van acampar. El temps perdut donava ocasió a Ankatura a saber que venien per lo que va dividir les forces en dos grups, un manat per Umar Xaikh i un per ell mateix; aquest grup va passar per Shira, Shebadtu, Koy, Meragh, Koragan i Boyurlagu fins al Kara Gutchur. Pel seu costat Umar Xaikh va trobar a Ankatura a Kubak i el van atacar i derrotar obligant-lo a fugir cap al castell fronterer de Kakamaburgi. Umar Xaikh es va apoderar d'un nombre altíssim de caps de bestiar. Umar va retornar amb el seu pare Tamerlà al que va trobar a Aktadiktor.
El pare el va enviar a buscar a Xaikh Ali Bahadur, Ait Kutmur i altres i un parell de dies després de marxar aquests van arribar al campament per un altre ruta. Umar Xaik que no en sabia res, va seguir endavant i a la plana d'Itshmas Alaghul (prop de l'Irtish) va trobar 800 cavallers enemics manats per Karabian Timur; els dos grups es van enfrontar; el d'Umar només comptava 50 homes però eren d'elit i la victòria els va afavorir; els enemics derrotats van fugir i van deixar molts cavalls i bestiar. Yetlangi Arlat va morir en aquest combat. Van retornar al campament on van trobar als que buscaven i es van dirigir a Kara Gutchur on es va repartir el botí entre els oficials i soldats. Llavors es va enviar a Jahan Shah i Utx Kara Bahadur a la zona del Irtish amb 30.000 soldats a cavall i es van dividir en dos parts seguint cada part per un costat del riu, fent incursions a les petites illes al mig del riu; es van fer molts presoners una part dels quals fou executada i la resta enviada al campament de l'emperador, i es va agafar força bestiar. Timur va considerar que amb aquestes ràtzies havia liquidat el problema de les hordes menors que li volien fer front; els presoner foren enviats sota custòdia de Mir Lal (pare de Tagai Bogha Barles) i de Timur Bugha cap a Samarcanda. Timur va passar el gran desert i després de alguns dies de camí va arribar a Aymal Guju (Almaliq) on es va allotjar al palau de Sarai Urdam
Allí es va celebrar un kurultai en que es va decidir que tot l'exèrcit participaria en una operació contra els mogols o jats: es dividirien en diverses columnes que havien de convergir al país de Yulduz; cada columa disposaria d'un guia coneixedor del territori pel que havien de passar. Una primera victòria sobre la tribu dels bulgagis, va aportar ja un resultat de bestiar i despulles cap al campament. Timur va anar per la ruta d'Oluk Kul cap a Sirkandaban; va trobar alguns dels bulgagis escapats del primer combat.
A la tornada de combatre i posar en fuita als mogols o jats, Timur va ordenar a Yadghiar Barles, Sulayman Xah, Shams al-Din Abas i Ghiyath al-Din Terkhan, d'anar a Mogolistan a seguir combatent als jats. Així ho van fer. Tay Bugha Shaikh es va quedar a la frontera per fer cultivar les terres que es podien aprofitar. La resta va seguir i van passar per Ur Daban (Turó d'Ur), van travessar el riu Abyle, arribant a Sutgheul i a Txitxeklik. Es van fer saquejos que van enriquir la tropa i després van passar a Balaykan.
Van anar trobant grups dispersos d'enemics que eren massacrats o fets presoners; buscaven sobretot a les tribus Bulgagi i Saludgi. Finalment a Molzudu van trobar a Khidr Khoja, el kan de Mogolistan, amb un fort contingent; durant 48 hores es va lliurar combat sense avantatge per cap de les dues parts i finalment es va acordar un tractat de pau entre els dos caps principals de condicions desconegudes, després del qual els timúrides van marxar cap a Yulduz. Shah Malik Terkhan que havia fugit en el combat es va reunir amb Timur a Keytu i li va exposar les seves conclusions sobre la batalla.
Timur va decidir marxar ràpid cap a Yulduz i es va unir al tuman de Sultan Mahmud Khan, va passar per Konghez i hi va arribar trobant allí a Yadghiar Barles, Sulayman Shah, Shams al-Din Abas i Ghiyath al-Din Terkhan que portaven el tractat de pau; en recompensa per haver mantingut el lloc a la batalla van poder baixar el tapis reial del tron. Després va decidir anar al darrere de Khidr Khan; va travessar el riu a Ulaklanut i va seguir la pista de Khidr Khoja; va passar un desert i va arribar a Karabulak i a Teberak fins a Kutxon Kay, on va albirar a l'enemic; va passar allí la nit i l'endemà l'exèrcit enemic havia fugit aprofitant l'obscuritat. Els van perseguir i els van atrapar i els seus estendards negres foren enderrocats i l'exèrcit dispersat; els jats s'havien dividit en diversos regiments i alguns foren trobats per Timur o per Umar Xaikh i aniquilats; Jahan Shah i Shaikh Ali Bahadur també van aniquilar un altre grup. Timur va arribar a la muntanya Nairin Keutel i va perseguir a Khidr Khoja fins a Karatash i allí Khidr va abandonar el país per salvar la vida.
Els soldats timúrides no van donar treva i van devastar el país de punta a punta recollint molt de bestiar i cavalls i camells, així com nombrosos esclaus dels dos sexes. Llavors Timur va ordenar el retorn. A Jalik es va fer el repartiment del botí. De Jalik van sortir cap a Kagirtu i d'allí cap a les muntanyes Bilagir i al Ketchik Yulduz (Petit Yulduz). Mentre Timur imposava el seu poder al Mogolistan el turc otomans obtenien la gran victòria a l'Europa balcànica sobre els serbis a Kosovo (15 de juny de 1389).

## Tornada a Transoxiana (1389)
Després de derrotar Khidr Khoja, Timur va decidir tornar. Va sortir de Ketchik Yulduz cap a Oluk Yulduz (Gran Yulduz) on es va celebrar una gran festa. Després d'uns dies va aixecar el campament i va sortir el dilluns 17 d'agost de 1389 (Yazdi diu que era diumenge) arribant el dilluns 7 de setembre de 1389 a Samarcanda que el va rebre ben engalanada. Al acostar-se el hivern Timur va decidir anar a Bukharà i va passar l'estació a Ghuelferketi, on hi havia un estany proper a la ciutat. Allí va celebrar la seva victòria amb una gran caça al voltant dels llacs i rierols a la vora de les muntanyes Zarafshan.

## Nova expedició al Mogolistan (1390)
El 1390 Tamerlà va enviar a Mogolistan un contingent d'uns vint mil soldats dirigits per Sulayman Xah, Kodadad Husayni, Shams al-Din Abas i el seu germà Osman Abas. Van passar el Sihun a Taixkent; es van dirigir cap a Issyghel on van trobar a l'emir Malik Apardi amb el seu fill Bekek Apardi i als amirs turcmans Badir i Sadir que amb cinc mil homes venien d'Andijan enviats per Umar Xaikh que se’ls van unir. Junts van arribar a les muntanyes Geuktopa on es van informar d'on estaven els enemics. Van anar a Arjatu on van trobar un grup del qual una part fou mort i la resta presoners.
Van seguir de manera similar per les diverses províncies dels jats i van arribar fins més enllà d'Almaligh travessant nadant el riu Abyle i van arribar a Karatal, on estava la horda d'Ankatura on van saber que l'avantguarda d' Olajia Bugha Mutxel Katxi havia trobat a Kamar al-Din Khan en un camp de cacera, s'hi havia enfrontat i la major part dels homes dels dos costats havien resultat morts; es van enviar alguns emirs per obtenir informació del que havia passat i quan van arribar al lloc van trobar molts morts per terra, i un guerrer de la Horda de Malangu que encara era viu i havia sobreviscut menjant nomes herbes durant 40 dies. Fou portat al campament i va revelar que al final de la batalla els homes de Timur havien acabat fugint i que Kamar al-Din havia marxat cap a Itxna Boutxna. Cap allà es van dirigir els amirs, i van arribar a Uker Keptadgi on van deixar l'equipament i van seguir com a correus fins a l'Irtish. Alli van saber que Kamar al-Din ja havia passat cap a un bosc proper a Taulas. Van restar uns dies a la zona passant el riu només per gravar els noms i armes en alguns pins de l'altre costat del riu per acreditar pel futur que la gent de Timur havia arribat fins allí, però com que feia sis mesos que havien marxat i no tenien provisions i havien de viure de la cacera i començava a venir el fred, van decidir retornar. Van retornar per Altun Kaurke, passant pel costat d'un gran llac anomenat Etrak Gheul i després de molts dies de llargues marxes van arribar a Samarcanda.
Després de la derrota de Khidr Khoja davant els timúrides, Kamar al-Din havia trobat la oportunitat per recuperar el poder com a kan però ara la derrota d'aquest davant els amirs timúrides el tornava a deixar en una situació complicada i Khidr Khoja, que si que era un genguiskànida i de la branca legitima de kans de Mogolistan podia recuperar el poder cosa que no va tardar a passar. Kamar al-Din en la seva fugida va desaparèixer. Es diu que els seus oficials (de l'exèrcit derrotat que l'acompanyava) el van abandonar al bosc amb algunes concubines i menjar per bastant de temps. Mai mes se’n va saber res. Khidr Khan va ser reconegut kan probablement aquest mateix any o al següent
En mig dels conflictes, el clan dels Dughlat es va fer virtualment independent a Kaixgària (Kaixgar) i Yarkand.